# Colebrook (New Hampshire)
Colebrook – miasto w Stanach Zjednoczonych, w stanie New Hampshire, w hrabstwie Coös.